# Dotschy Reinhardt

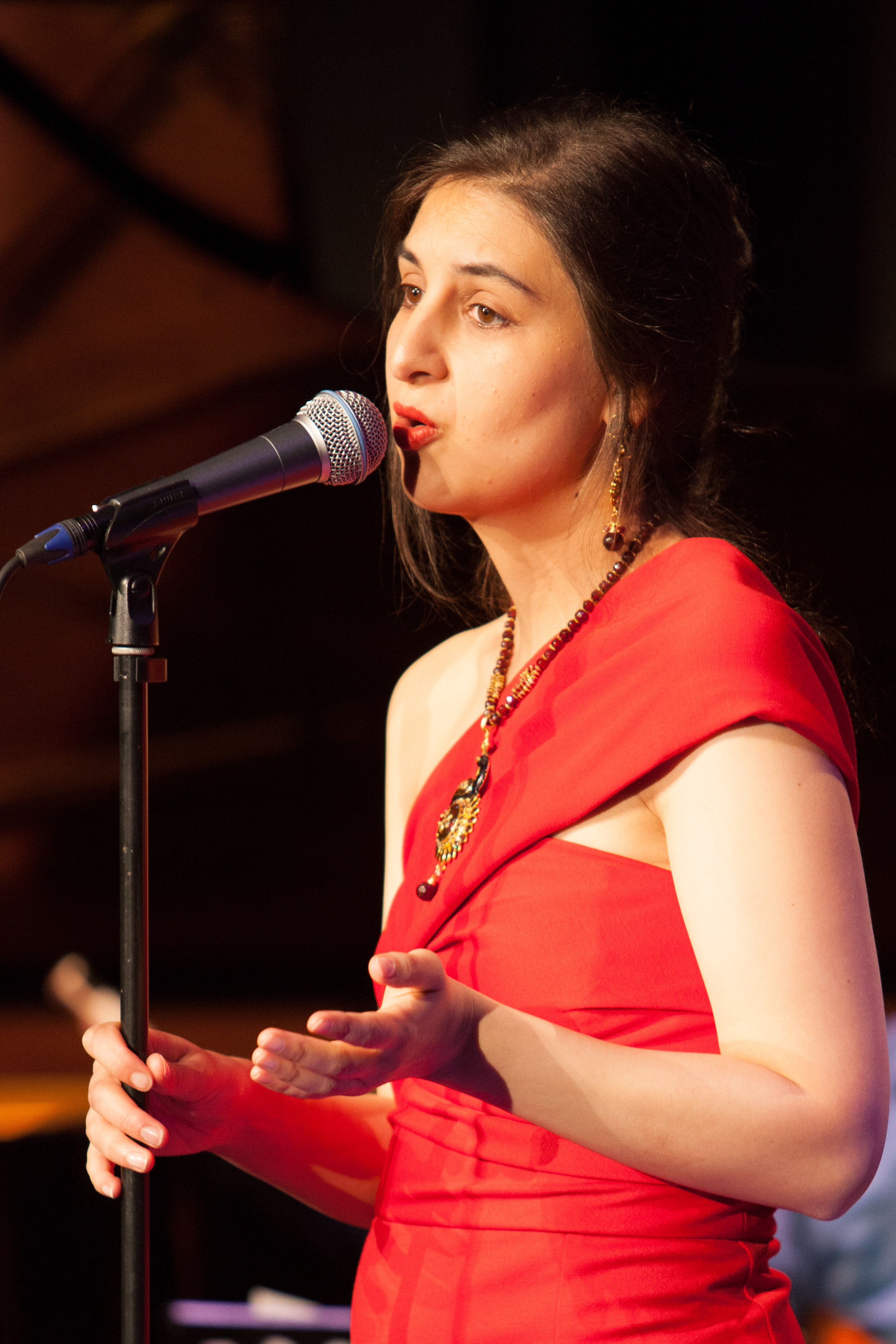
Dotschy Reinhardt beim TFF Rudolstadt 2013

Dotschy Reinhardt (* 10. November 1975 in Ravensburg als Michaela Reinhardt) ist eine deutsche Jazz-Musikerin, Autorin und Menschenrechtlerin.

## Leben und Wirken
Dotschy Reinhardt ist Sinteza und begann bereits im Alter von vier Jahren zu singen. Im Kreis ihrer Familie, begleitet von Jazzgitarristen wie Bobby Falta, sang sie die ersten Jazzstandards aus dem Great American Songbook und lernte auf diesem Wege ebenso die Kompositionen ihres berühmten Verwandten Django Reinhardt kennen. Ihre ersten öffentlichen Auftritte hatte die Sängerin im Rahmen von Gottesdiensten, dort sang sie Spirituals in deutscher Sprache und in Romanes, der Sprache der Sinti. Schon in frühester Kindheit wurde sie von Frank Sinatra, Julie London, Pat Morrissey und Django Reinhardt musikalisch beeinflusst. Bald folgten erste Gesangsstunden und Orgelunterricht. Ihre ersten professionellen Auftritte hatte sie im Alter von elf Jahren im Rahmen jener Swing-Abende, die Horst Jankowski monatlich in Stuttgart leitete. Als 15-Jährige trat sie in der Fernsehshow „Swing & Talk“ mit dem RIAS Tanzorchester unter Leitung von Jankowski auf.
Seit 2003 lebt sie mit ihrem Mann, dem Sänger David Rose, in Berlin und gestaltet dort die Kulturlandschaft mit.
2006 veröffentlichte sie ihr Debütalbum Sprinkled Eyes, auf dem sie den Gypsy Swing modernisierte und in Richtung Modern Jazz und Bossa Nova entwickelte. Auch ihr zweites Album Suni wurde aufgrund seiner Vielfalt gelobt. Das dritte Album Pani Sindhu gilt als „ein sympathisches, in sich schlüssiges, klug komponiertes Konzeptalbum.“
2008 veröffentlicht Dotschy Reinhardt ihr erstes Buch Gypsy: Die Geschichte einer großen Sinti-Familie beim Scherz Verlag und erzählt darin die Geschichte ihrer Familie. Ihr zweites Buch Everybody's Gypsy: Popkultur zwischen Ausgrenzung und Respekt wurde 2014 beim Metrolit Verlag veröffentlicht. Reinhardt berichtet von der „Gypsy-Kultur“ und von den falschen Bildern, die es davon gibt. Sie erklärt, wie sich Sinti und Roma selbstbewusst gegen Ausgrenzung und die Aneignung ihrer Kultur behaupten. Und sie unternimmt einen Roadtrip durch die Zentren der Popkultur mit Geschichten über Musik und Mode, Literatur und Kunst, Film, Fernsehen und Alltag.
Seit 2016 ist sie Vorsitzende des Landesrats der Roma und Sinti RomnoKher Berlin-Brandenburg e. V. und aktives SPD-Mitglied.

## Schriften
- Gypsy. Die Geschichte einer großen Sinti Familie. Frankfurt am Main: Scherz-Verlag, 2008
- Everybody's Gypsy. Popkultur zwischen Ausgrenzung und Respekt. Berlin: Metrolit Verlag 2014 (online)
- Vorwort, in: Die Morgendämmerung der Worte. Moderner Poesie-Atlas der Roma und Sinti. Berlin: Verlag Die Andere Bibliothek 2018.

## Diskographische Hinweise
- Sprinkled Eyes (2006, mit Grégoire Peters, Christian von der Goltz, Alexej Wagner, Ulli Bartel, Scott White)
- Suni (2008, mit David Rose, Christian von der Goltz, Florent Gac, Alexej Wagner, David Reinhardt, Lancy Falta, Ulli Bartel, Scott White, Yoann Serra, Armando Chuh)
- Pani Sindhu (2012, mit Christian von der Goltz, Al Gromer Khan, Matyas Wolter, Armando Chuh, Ravi Srinivasan)
- Chaplin's Secret (2018)